# San José de la Venta
San José de la Venta är en ort i Mexiko.   Den ligger i kommunen Pinos och delstaten Zacatecas, i den centrala delen av landet, 400 km nordväst om huvudstaden Mexico City. San José de la Venta ligger 2 153 meter över havet och antalet invånare är 475.
Terrängen runt San José de la Venta är en högslätt. Runt San José de la Venta är det ganska glesbefolkat, med 21 invånare per kvadratkilometer. Närmaste större samhälle är El Refugio, 9,3 km norr om San José de la Venta. Trakten runt San José de la Venta består till största delen av jordbruksmark.